# Jade Fraser
Jade Fraser (Cidade do México, 8 de janeiro de 1993) é uma atriz mexicana.

## Biografia
Fraser iniciou sua carreia com 13 anos, em um pequeno papel no filme Dragon Ball Z. Ela também começou a fazer testes para comerciais de televisão. Em 2010, ingressou no Centro de Educação Artística (CEA). Neste mesmo ano ela estreou na televisão, na novela Niña de mi corazón.
Em 2013 participa da novela Por siempre mi amor, personagem esta que lhe impulsionou a carreira.
Em 2014 integra o elenco da novela Hasta el fin del mundo, substituindo Danna Paola.
Em 2015 participa da segunda fase da novela A que no me dejas, interpretando uma vilã.

## Carreira

### Telenovelas
| Ano       | Título                  | Personagem                                                         |
| --------- | ----------------------- | ------------------------------------------------------------------ |
| 2022      | El último rey           | María del Refugio "Cuquita" Abarca Villaseñor de Fernández (jovem) |
| 2021-2022 | Vencer el pasado        | Cristina Durán Bracho                                              |
| 2020      | Vencer el miedo         | Cristina Durán Bracho                                              |
| 2018      | Hijas de la luna        | Juana Soledad García / Juana Soledad Oropeza Garcia                |
| 2018      | Por amar sin ley        | Rocío de Durán                                                     |
| 2017-2019 | Mi marido tiene familia | Linda Herminia Córcega Gómez                                       |
| 2016      | Yago                    | Julia Michel / Fabiana Yampolski Aramburu                          |
| 2015-2016 | A que no me dejas       | Carolina Olvera                                                    |
| 2014-2015 | Hasta el fin del mundo  | Daniela Ripoll Bandy                                               |
| 2013-2014 | Por siempre mi amor     | Ileana Portillo                                                    |
| 2012-2013 | Amores verdaderos       | Fátima                                                             |
| 2012      | Abismo de pasión        | Sabrina Tovar                                                      |
| 2010      | Niña de mi corazón      | Ximena Arrioja                                                     |

### Séries
- Cásate conmigo, mi amor
- Como dice el dicho (2012-2015) - Esther
- La rosa de Guadalupe (2013) - Erika/Elena

### Teatro
- Aladino y la lámpara maravillosa (2016) - Princesa Jazmín
- Gélidas caricias (2015) - Susana

### Cinema
- Busco novio para mi novia (2016) - Sol [6]